# Bataille du Ravin-aux-Loups
La bataille du Ravin-aux-Loups est un épisode militaire survenu près de Melilla le 27 juillet 1909 au cours duquel les troupes espagnoles furent vaincues par la résistance rifaine organisée par la tribu des Iqer'iyen (Qelaya).  
Cette bataille est considérée, avec celle d'Anoual en 1921, comme la plus sanglante défaite subie en Afrique par l'armée espagnole.

## Histoire

### Contexte

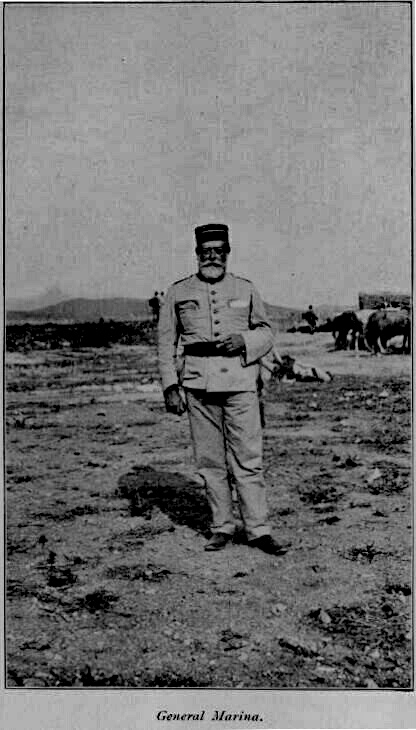
Le général Marina.

À cette époque, les tribus qui entouraient la ville de Melilla vivaient sous le joug de Jilali ben Driss Zirhouni Al-Youssefi, dit Rogui Bou Hmara, un charlatan qui se faisait passer pour le frère du sultan Abd El Aziz. Celui-ci va négocier avec l’Espagne l’exploitation des gisements miniers pour le compte des compagnies espagnoles comme françaises, ce qui aboutira à la création de la Compagnie Espagnole des Mines du Rif .

### Rébellion
Les Rifains vont alors se rebeller et attaquer les exploitations minières le 8 août 1908, cela sera la fin pour Bou Hmara, qui sera chassé du Rif oriental et son armée battue par la tribu rifaine des Iqer'iyen. Il sera ensuite capturé le 8 août 1909 et exécuté le 21 août 1909 sur ordre du sultan Abdelhafid.
Les Espagnols qui se trouvent constamment harcelés par les Rifains, voient leurs positions se fragiliser, ce qui va pousser le général Marina (es), gouverneur de Melilla, à demander des renforts à son gouvernement pour stopper la rébellion afin d’assurer la sécurité de l'exploitation minière, mais la réponse du gouvernement fut négative. Le 7 juin 1909, les Espagnols reprennent l’exploitation de ces mines, mais les Rifains dès la fin juin repartent en guerre contre les Espagnols. Marina décide d’envoyer deux compagnies d’infanterie afin d’appréhender les auteurs de ces attaques.
Après l’attaque du 9 juillet, l’arrestation de certains membres de la fraction Lehedara de la tribu Ikbedanen va enflammer la région et l’insurrection débute le 9 juillet 1909 à Sidi Mussa (près de Ait Ensar). Les Iqer'iyens vont attaquer un chantier de construction de pont pour une ligne de chemin de fer, il y aura 6 militaires espagnols morts. Lorsque le gouvernement espagnol eut connaissance de ces évènements, Antonio Maura, alors président du conseil, décida le 10 juillet 1909 de mobiliser 3 brigades mixtes de chasseurs formées principalement par des réservistes.[réf. nécessaire]

### Premiers affrontements

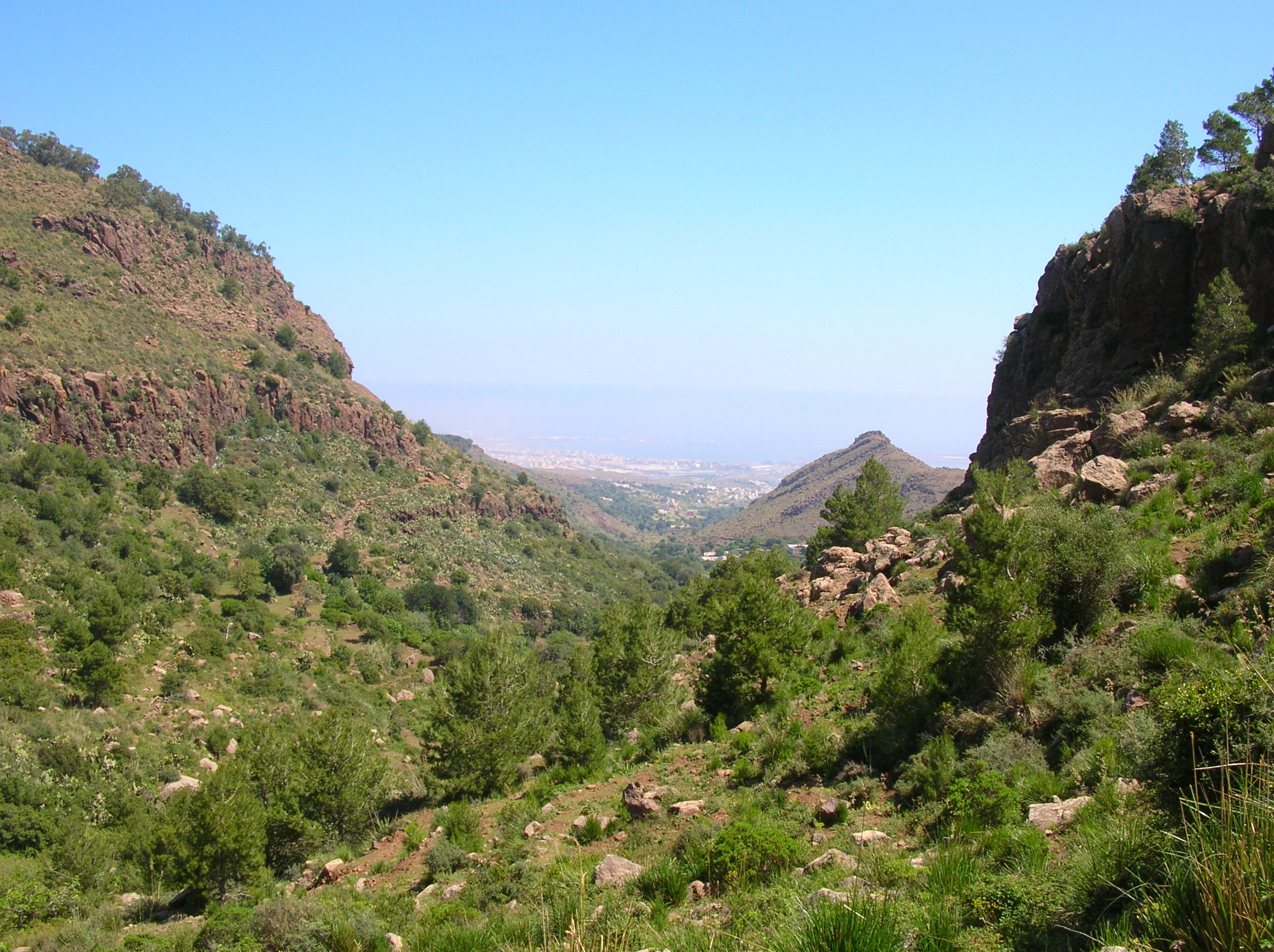
Aspect actuel du Ravin-aux-Loups, avec dans le lointain la ville de Melilla en bord de mer.

Les Rifains cachés dans les maquis qui surplombent les positions espagnoles vont continuer à les harceler. Le 16 juillet, les troupes de renfort arrivent, le 20 juillet les Rifains mènent une nouvelle attaque à Sidi Mussa, mais les Espagnols réussissent à repousser les Iqer'iyens . Le 22, les Rifains se dirigent vers Melilla et une bataille débute à proximité de la ville pour contenir l’avancement des Amazighs. Les Espagnols utilisèrent leur artillerie lourde. Le déploiement des militaires fut large, allant de la montagne Gourougou au village Mesquita. Leur déploiement était renforcé de façon continue avec plus d’effectifs étant donné que les Rifains n’étaient nullement impressionnés par cet étalage de force.[réf. nécessaire]
À quatre heures du matin, deux compagnies de la brigade disciplinaire, sous la conduite du lieutenant-colonel Aizpuru, sortent pour prendre les hauteurs de la Mesquita, tandis que le colonel Álvarez Cabrera, à la tête de la 6e compagnie d’Afrique et des chasseurs récemment arrivés, se dirige vers Sidi Musa, où se trouve le campement du lieutenant-colonel Baños. Mais les Espagnols n’arrivent pas arrêter la poussée formidable des Rifains. Alors que l’artillerie pilonne les positions Rifaines, ces derniers ne reculent pas mais arrivent à la hauteur des Espagnols. Du côté de Sidi Musa les Rifains vigilants vont déjouer la manœuvre espagnole, encerclant les hommes d'Alvarez Cabrera pour les attaquer de toutes parts. Les combats ont duré jusqu’à midi.[réf. nécessaire] Les pertes sont lourdes au matin du 23 juillet 1909 dans les rangs espagnols.

### Déroute espagnole finale
Après l’opération du 22 juillet, le général Marina décida d’organiser le 26 juillet un nouveau convoi de troupe, car ses renseignements l’informèrent que les Amazighs du Rif préparaient une attaque contre une position espagnole qui se trouve située au pied de la montagne Gourougou. Mais ce convoi sera immédiatement attaqué près du Ravin du Loup par les Rifains le 27 juillet. Les troupes espagnoles vont paniquer et vont battre en retraite dans la confusion. Au terme de ces batailles acharnées, les Espagnols seront lourdement touchés, plus de 150 morts et 500 blessés. Selon l'historienne espagnole María Rosa de Madariaga, les Espagnols déplorent 153 morts et 500 blessés à la suite de ce combat,,. Après ces évènements, les Espagnols suspendent leur colonisation, et pendant 2 mois, ils vont faire venir des troupes de la péninsule ibérique et se réorganiser, à la mi-juin, ce sont plus de 40 000 soldats espagnols qui repartent à l’attaque et vont cette fois-ci coloniser une partie du territoire rifain et mater toutes rébellions.[réf. nécessaire]

## Chant populaire
La défaite de  Barranco del Lobo inspira cette chanson :
En el Barranco del Lobo 

hay una fuente que mana 

sangre de los españoles 

que murieron por España. 
(dans d'autres versions "por la patria")
¡Pobrecitas madres, 

cuánto llorarán, 

al ver que sus hijos 

a la guerra van! 

Ni me lavo ni me peino 

ni me pongo la mantilla, 

hasta que venga mi novio 

de la guerra de Melilla. 

Melilla ya no es Melilla, 

Melilla es un matadero 

donde van los españoles 

a morir como corderos. 

### Traduction
Dans le Barranco del lobo ("ravin du loup") 

Il y avait une source dont s'écoulait 

Le sang des Espagnols 

Qui moururent pour l'Espagne (dans d'autres versions "pour la patrie") 

Pauvres petites mères, 

Quand elles pleurèrent, 

En voyant que leurs fils 

S'en allaient à la guerre! 

Je ne me laverais ni me coifferais 

Je ne me mettrais pas non plus de mantille, 

Jusqu'à ce que revienne mon fiancé 

De la guerre de Melilla. 

Melilla n'est plus Melilla, 

Melilla est un abattoir 

Où s'en vont les Espagnols 

Mourir comme des agneaux.